# Plaza mayor

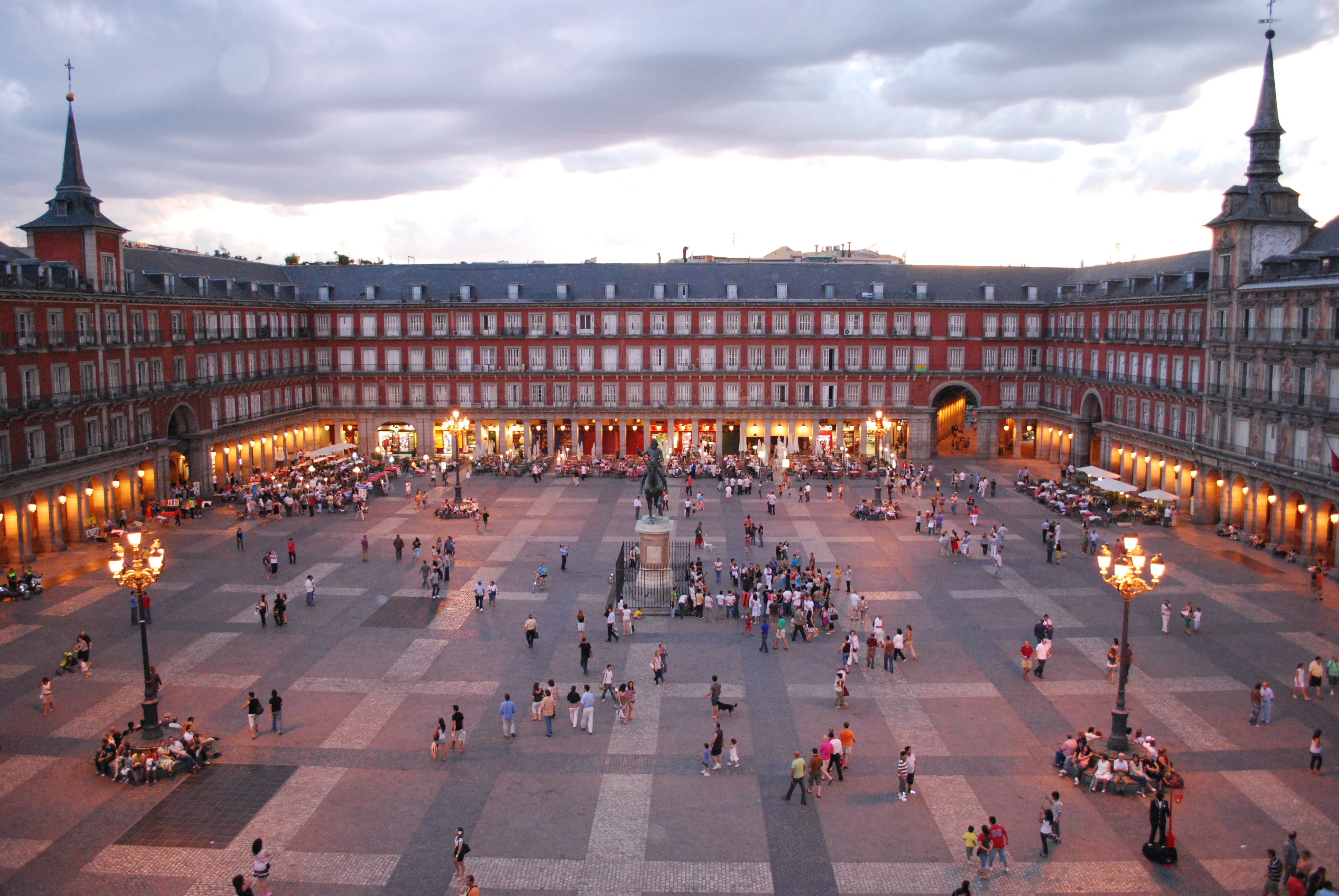
Plaza Mayor de Madrid.

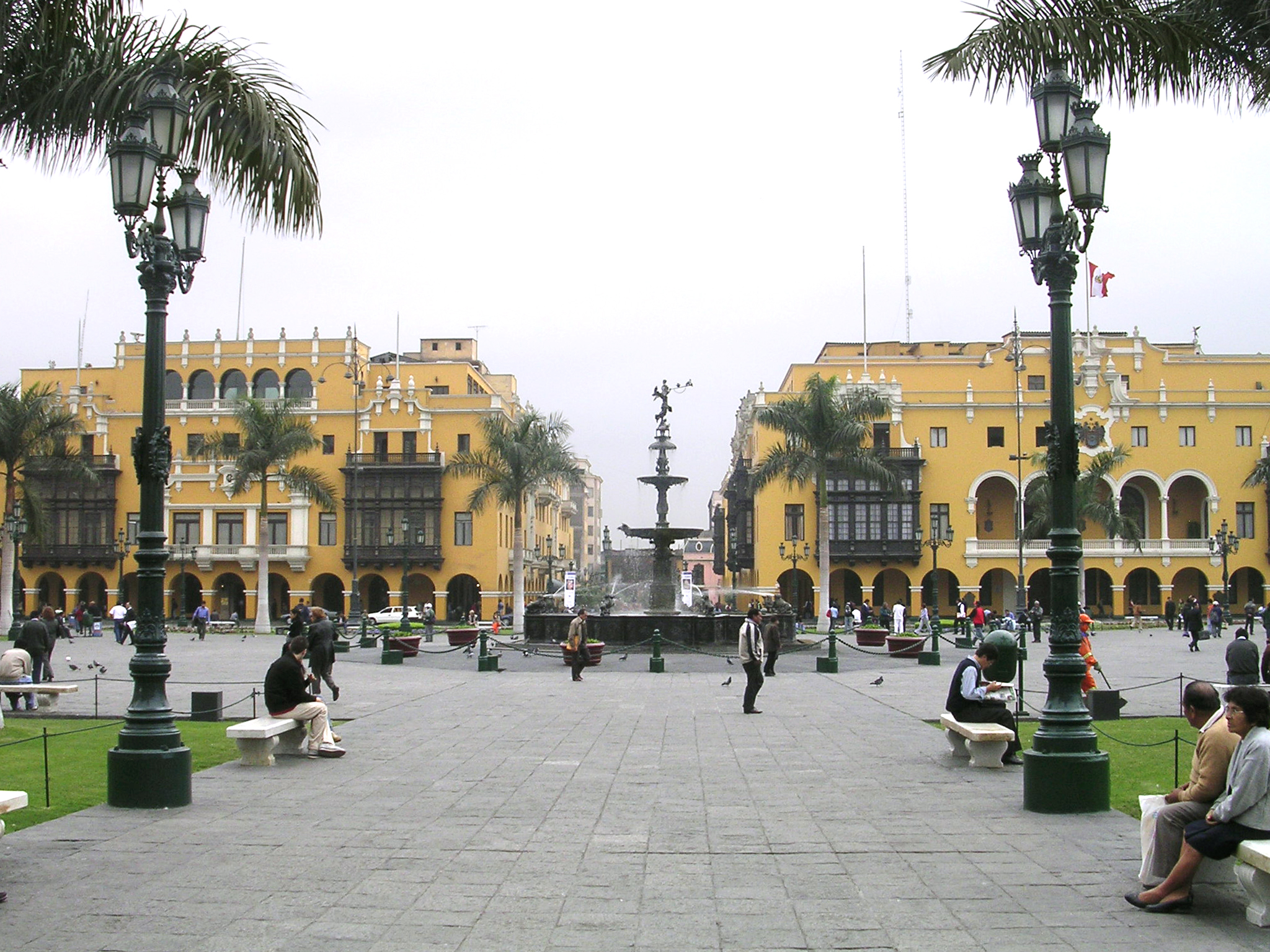
Plaza Mayor de Lima.

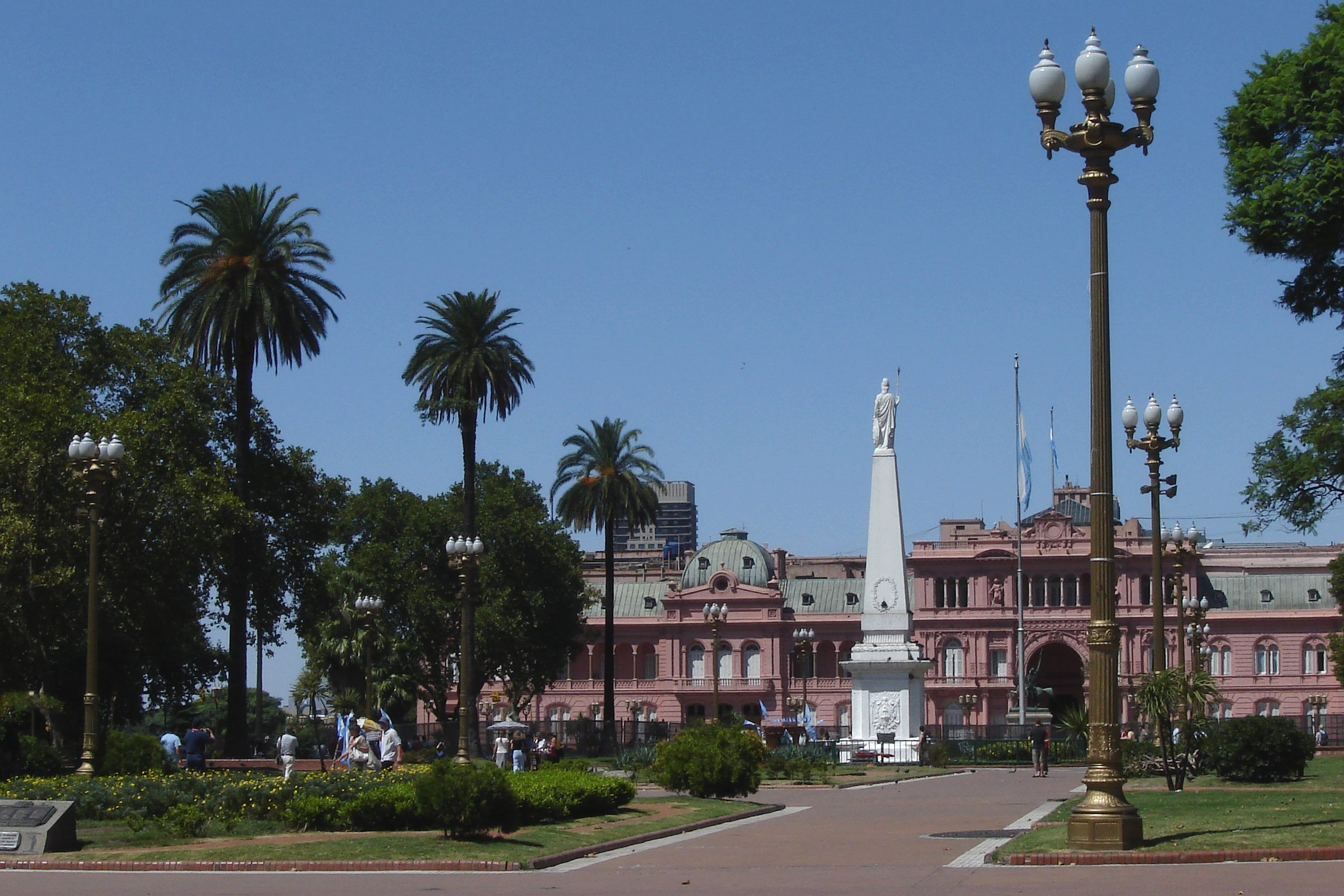
Plaza de Mayo en Buenos Aires.

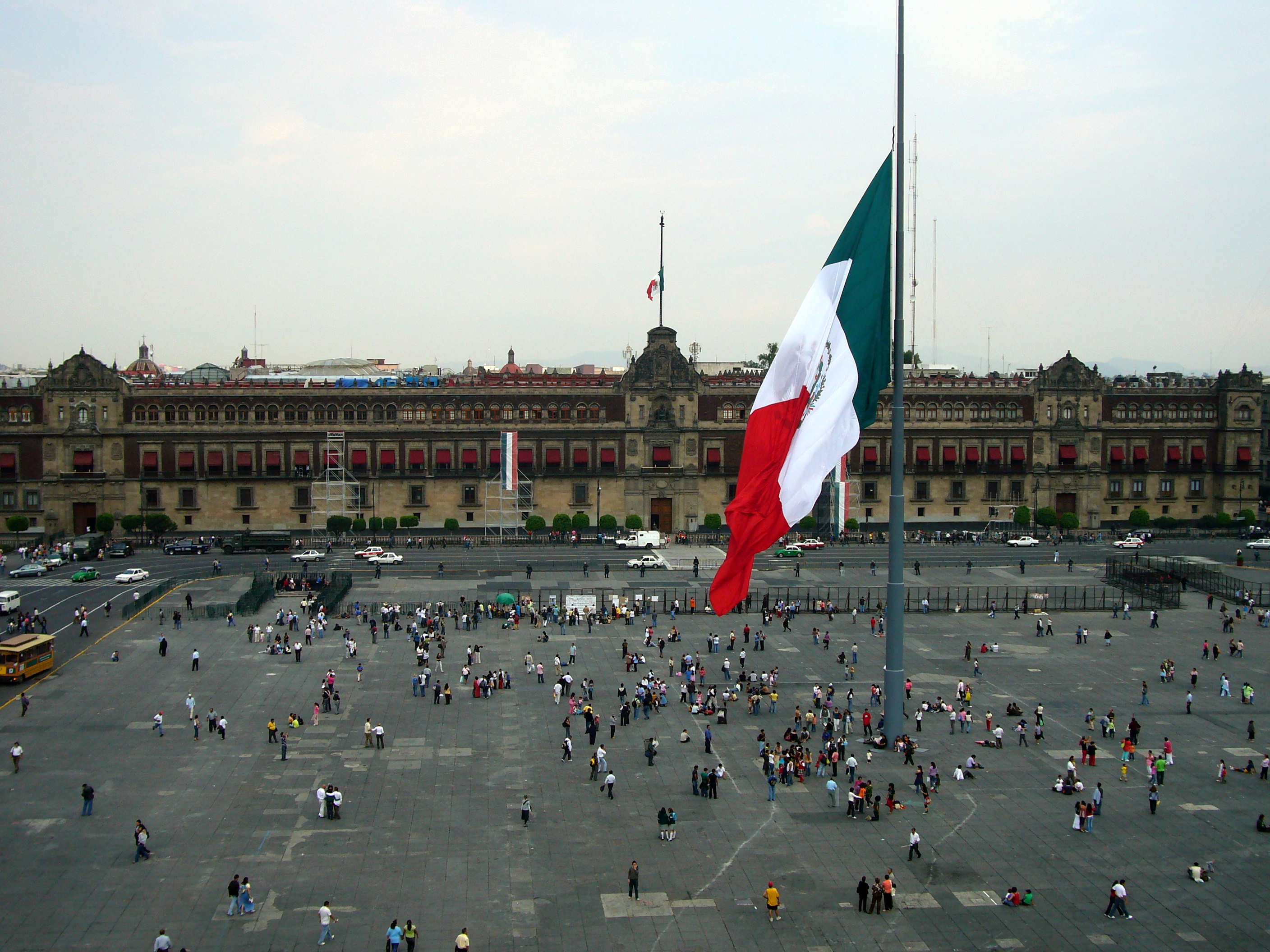
Plaza de la Constitución, en la Ciudad de México.

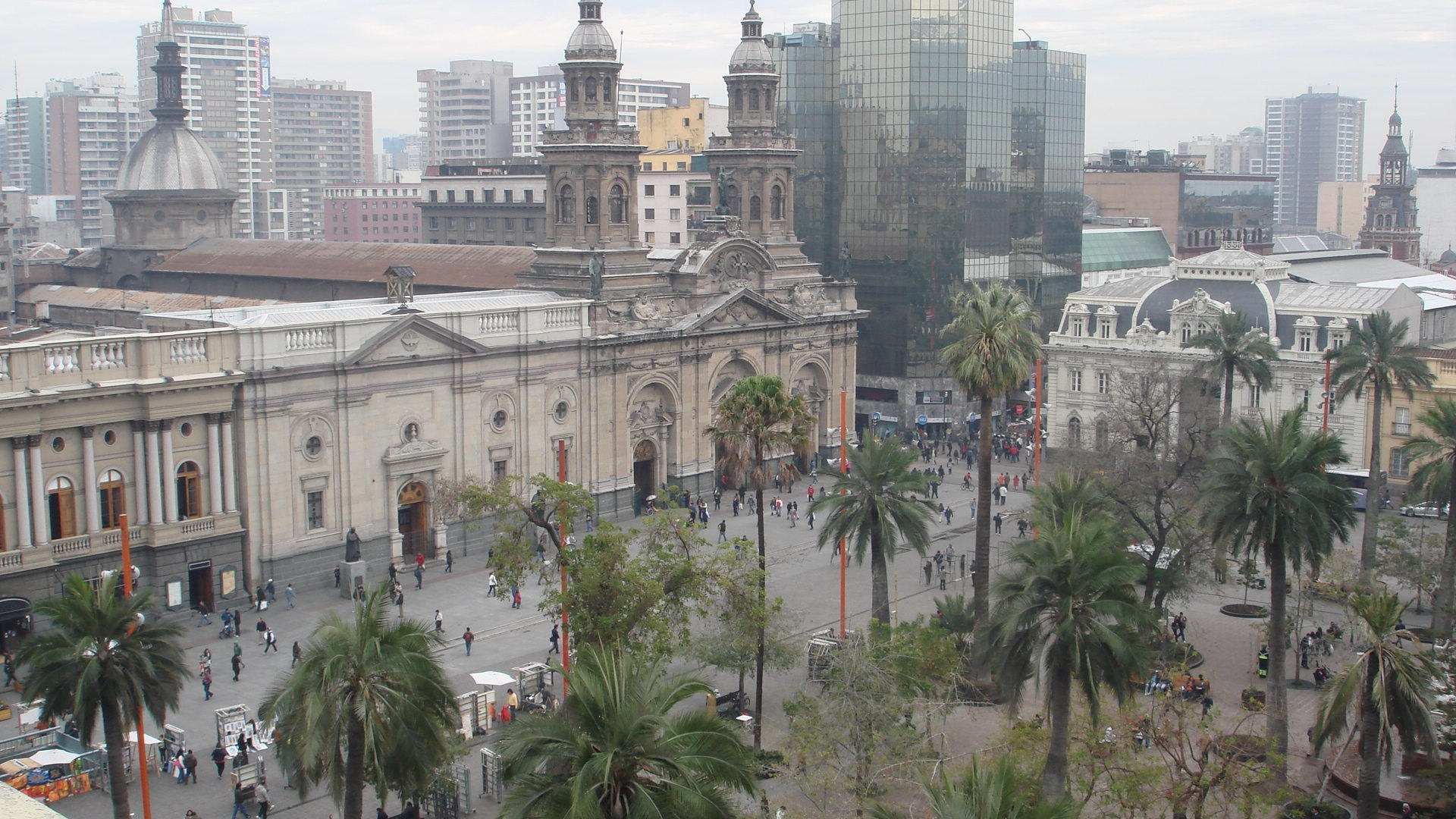
Plaza de Armas de Santiago de Chile.

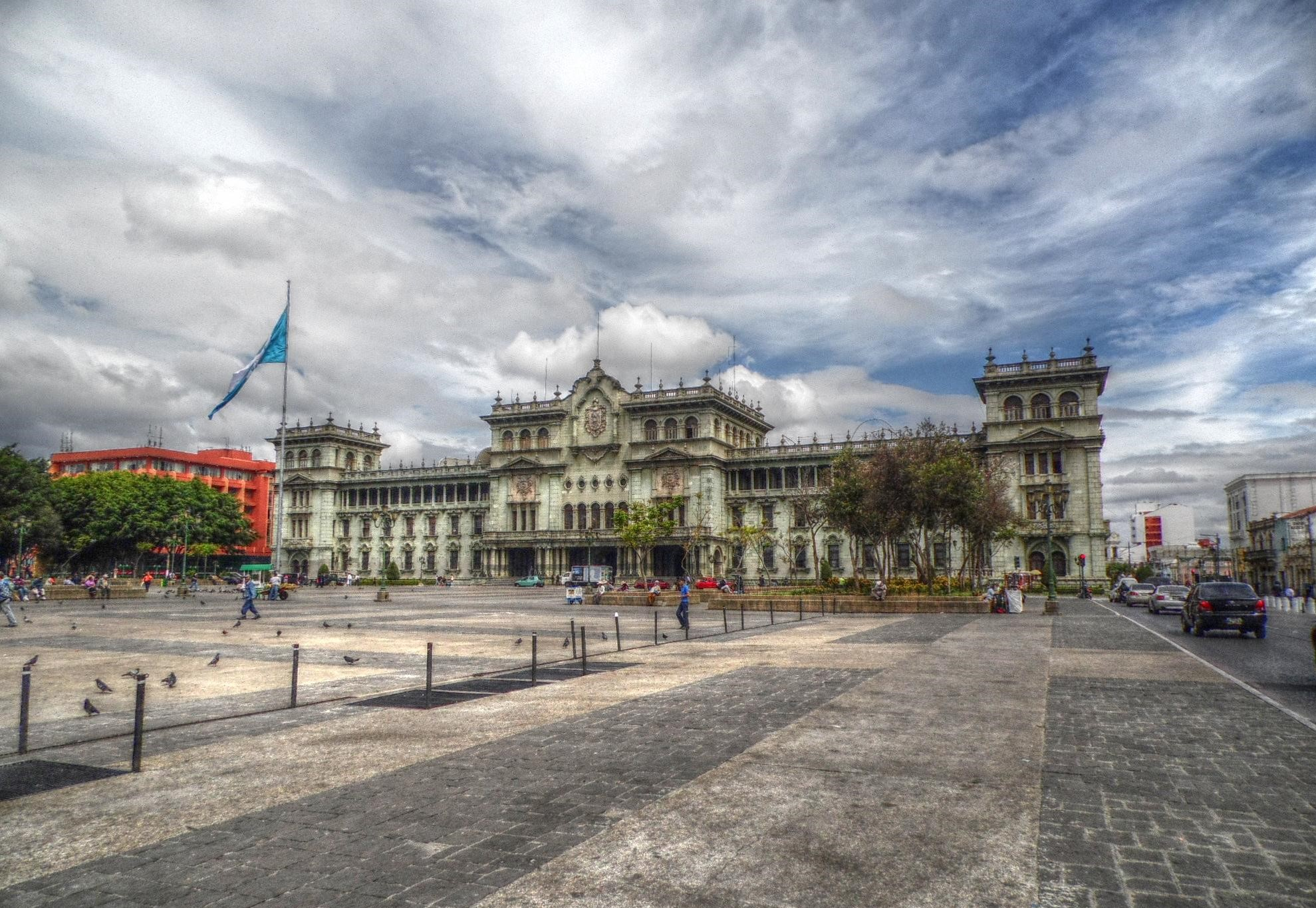
Plaza de la Constitución en la Ciudad de Guatemala.

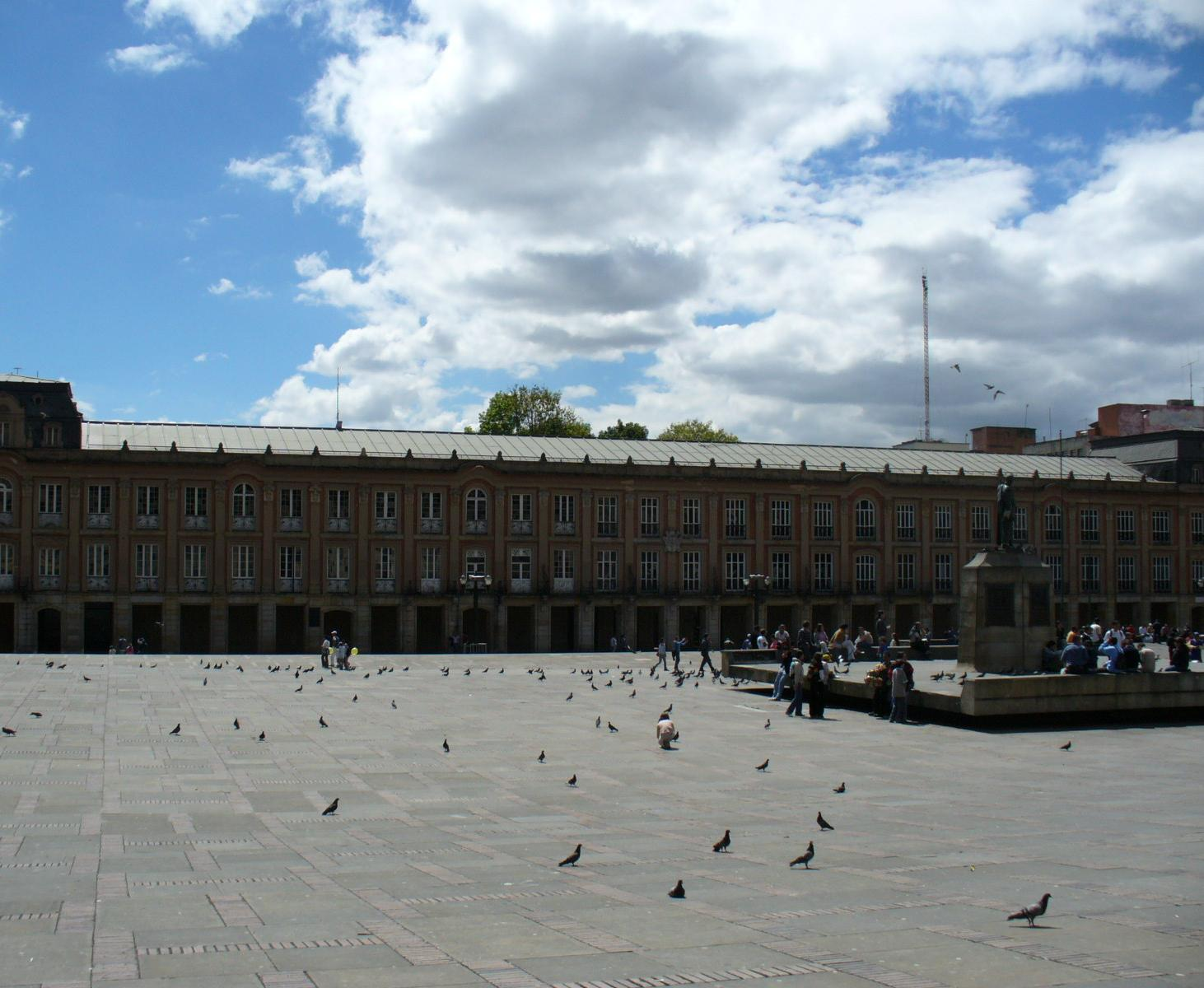
Plaza de Bolívar de Bogotá.

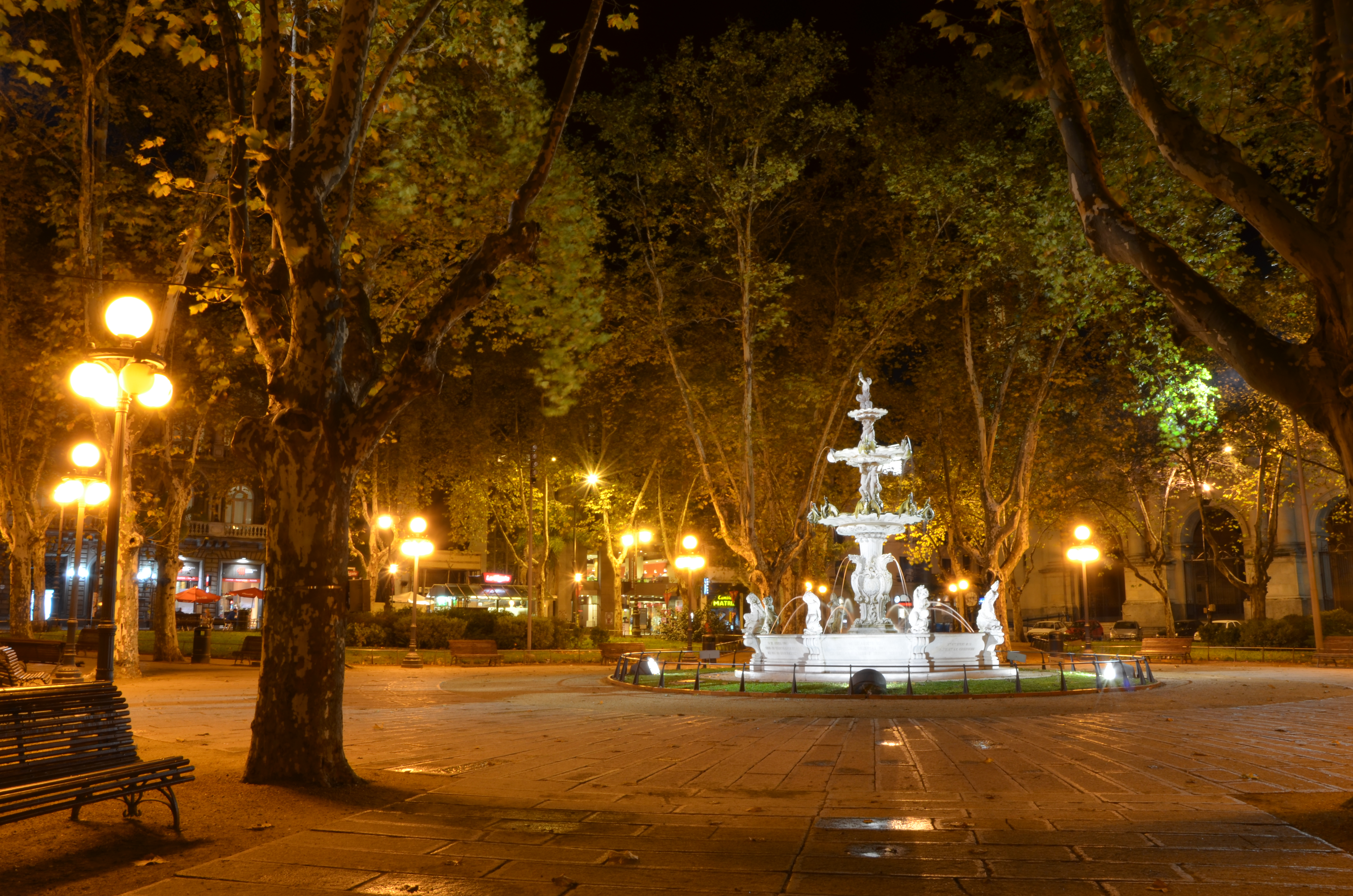
Plaza Constitución de Montevideo.

La plaza mayor es la plaza principal de algunas localidades en el urbanismo español e hispanoamericano. Particularmente en algunos países de América, reciben el nombre de plaza de armas. Las plazas de armas se encuentran dentro de los castillos o fuertes de los nobles que poseían un escudo nobiliario, que eran sus armas. El término "plaza mayor" se prevé explícitamente en una ordenanza de los Reyes Católicos de 1480 como el que debe llevar el lugar de una población con suficiente espacio abierto para celebrar el mercado y en el que debe instalarse la casa consistorial del ayuntamiento. Aplicado el urbanismo castellano durante la conquista de América para la fundación de ciudades de nueva planta, se utilizó, además del de "plaza mayor" el de "plaza de armas", debido a la prevención de utilizarlas como principal punto de reunión en caso de un ataque, por lo que, además de los principales edificios públicos (casa consistorial e iglesia mayor) alojaban arsenales o guarniciones de armas (véase Ordenanzas de Felipe II de 1576).
El nombre oficial de muchas plazas con estas denominaciones, al igual que el del resto de la toponimia urbana, ha sufrido cambios de naturaleza política. Por ejemplo, en España ha sido corriente que se sustituyera por Plaza Real o Plaza de la Constitución alternativamente según cambiara el gobierno durante los siglos XIX y XX, mientras en algunos países de América se les llamó Plaza de la Independencia .
Como concepto urbanístico, de espacio abierto que permite el contacto y la comunicación entre los ciudadanos y una gran cantidad de funciones urbanas, nace de las plazas de arrabal o plazas de mercado a las puertas de las murallas, pero fuera del recinto amurallado (medina en el urbanismo árabe), mientras que otras plazas propias del espacio mediterráneo con las que comparte la benignidad del clima, como el foro romano o el ágora griega, estaban en el mismo centro urbano.
El zoco árabe era más corrientemente un espacio laberíntico de calles y no un espacio abierto, cuando no completamente cerrado, como el bazar en el Próximo Oriente. Las demás funciones urbanas estaban repartidas por la mezquita (religiosa y judicial), la alcazaba (militar)... con lo que no había un espacio tan privilegiado como fueron las plazas mayores.
Las plazas de arrabal fueron absorbidas por el crecimiento del caserío urbano, quedando en una posición más céntrica e incrementando la altura de sus edificios (no eran nada usuales alturas de más de dos pisos), proyectando los pisos superiores sobre soportales, etc. En determinados casos, sobre todo a partir de los nuevos ideales estéticos del Renacimiento, se procuró la homogeneización del trazado siguiendo la planificación urbanística de un arquitecto o maestro de obras municipal o real, como ocurrió tras el incendio de la Plaza Mayor de Valladolid de 1561, ocasión aprovechada para diseñar una plaza regular de nueva planta trazada por Francisco de Salamanca. En otros casos se llegó a cubrir las calles de acceso con lo que se obtenía un espacio cerrado continuo, como el diseñado por Nicolás Churriguera en la Plaza Mayor de Salamanca (1724) y el que finalmente se dio a la Plaza Mayor de Madrid (variado desde los siglos XVI al XVIII por arquitectos de la talla de Juan de Herrera, Juan Gómez de Mora y Juan de Villanueva).
La primera noticia que se tiene de una traza regular en una Plaza Mayor en Castilla es en la Villa de Sigüenza (Guadalajara), fruto del empeño del obispo titular cardenal Pedro González de Mendoza, quien encargó a diferentes maestros de obras ampliar los espacios públicos en torno a la Catedral. Para ello siguió la costumbre clásica que había conocido en Italia. Entre estos maestros de obra estaban Juan de Talavera y Francisco de Baeza.
Las funciones urbanas que cumplían las plazas mayores, además de la original de mercado, se ampliaron a la de espacio político (con la ubicación de edificios municipales) y espacio de festejos y solemnidades, como corridas de toros (que terminaron asociándose a espacios circulares hechos ex profeso en vez de los originales rectangulares), autos de fe de la Inquisición (la parte solemne, no la quema de los condenados, que se hacía en el brasero, en lugares más discretos), ejecuciones públicas de ámbito civil, sin olvidar la función de espacio de conflicto social, pues las plazas mayores son el referente de reunión en caso de motín de subsistencias (en el Antiguo Régimen) o de manifestación (en la Edad Contemporánea).
En América, las Plazas mayores son planificadas desde el trazado de las ciudades, como la Plaza de Mayo de Buenos Aires, la Plaza de la Independencia (Quito) de Quito o como en el Zócalo de México, por derribo de edificios indígenas previos.
En 1950, Robert Ricard data el origen de la Plaza Mayor española en las últimas décadas del siglo XV y distingue dos tipos: «noble y monumental» (Madrid y Salamanca) y «modesta con aire vulgar» (Burgos, Segovia, Toledo), y deja constancia de que las ciudades musulmanas no las tenían. Agrega que en América era «el centro y símbolo de la ciudad y organismo alrededor del cual se dio su vida. Podría decirse, sin gran exageración, que una ciudad hispanoamericana es una Plaza Mayor rodeada por calles y casas, más que un conjunto de calles y casas en torno a una Plaza Mayor». La Plaza Mayor americana, más grande que la española, no era monumental sino por los edificios que la rodeaban. Además de plaza municipal tenía la presencia de la Iglesia, residencia de las autoridades, tribunal y prisión.
Más tarde surgieron distintas vertientes que difirieron en cuanto al origen de la Plaza Mayor en España y en América (la indigenista destaca la influencia de ciudades prehispánicas como modelo de la ciudad de la conquista, y que en aquellas ya existían grandes plazas de ceremonias y mercado), pero lo cierto es que la «política de España convirtió a América en un lugar de ensayos entre 1492 y 1573», plasmándose un modelo clásico de la ciudad colonial hispanoamericana que Jorge Enrique Hardoy resume como:
- Traza en forma de damero, repitiendo elementos, cuadrados o rectangulares.
- La plaza era un elemento más.
- Alrededor de ella eran construidos la Gobernación, el Ayuntamiento y la Iglesia.
- Los lados de la plaza poseían arcadas.
- Frente a las demás iglesias se dejaba una plazoleta.

La Plaza Mayor americana ocupaba entonces el lugar más importante y no hubo ciudad que no la tuviera. Hasta los pueblos creados por los jesuitas con la ayuda de la mano de obra de los pueblos originarios se organizaron alrededor de una plaza central.
A partir de la experiencia española y americana, el 13 de julio de 1573 Felipe II promulgó las Ordenanzas de Descubrimiento y Población, tratando de homogeneizar la planificación y dejando en claro en ellas el carácter nuclear dado a la Plaza Mayor.

## Clasificaciones de la Plaza Mayor

### Según su forma
- Plazas reformadas: Algunas plazas prehispánicas se volvieron a utilizar en ciudades que fueron fundadas por los españoles, remodelándolas y transformándolas, a veces por completo.

- Plazas irregulares: Pueden verse en ciudades que desde sus inicios no fueron regulares ni tuvieron calles rectilíneas.

- Plazas regulares: Se deben al modelo de traza rectangular que genera un trazado de manzanas idénticas, ya sea rectangulares o cuadrados, y generalmente en el centro se ubica la plaza, con las mismas proporciones que las manzanas.

- Plazas de asentamientos espontáneos:[5] Las manzanas que componen la ciudad se ubican al azar alrededor de la plaza, sin seguir ningún patrón.

### Según su localización (propuesta porHardoy)
- Centralizada: La plaza se ubica en el centro de la trama urbana y es el elemento más importante. Esta disposición puede verse en ciudades como Lima, Bogotá y Córdoba.

- Excéntrica con otra posible atracción: Se utiliza esta disposición cuando la ciudad está ubicada en la ribera de un río o la orilla de un mar, y para que el puerto no le quite importancia a la plaza, se la ubica contigua al mismo. Un ejemplo es la ciudad de Buenos Aires.

- Excéntrica sin otra posible atracción: Esta ubicación de la plaza puede ser posible por la topografía del terreno o un crecimiento irregular de la ciudad

### Según su uso
- Espacio para imponer justicia: En el siglo XVI se utilizaba para realizar castigos públicos.

- Espacio para eventos deportivos: Por ejemplo, en Buenos Aires y Panamá, se utilizaban para corridas de toros, con toda la ambientación necesario, pero años más tarde se construyeron edificios especialmente para esos fines y la plaza perdió su función deportiva.

- Espacio de compra y venta: Las plazas podían funcionar también como mercados, en donde los comerciantes mostraban sus productos apoyados en mantas en el suelo o instalaban puestos de piedra o madera en la misma plaza.

- Espacio de reunión: Funcionaba como lugar de encuentro, que se generaba con actividades que se realizaban en los edificios de alrededor. Un espacio para charlar e intercambiar.

- Espacio cubierto con arquitectura: Se creaba un escenario de arquitectura sobre el paisaje de la plaza, logrando acentuar su valor funcional y simbólico.

- Según su entorno: Era necesario ubicar ciertos edificios, como una iglesia (entidad religiosa) y el cabildo (entidad autoritaria), alrededor de la plaza para que esta sea el eje central de la ciudad y poder simplificar las funciones cívicas y religiosas en un mismo espacio urbano.